# Ototettix jaxartensis
Ototettix jaxartensis är en insektsart som beskrevs av Oshanin 1913. Ototettix jaxartensis ingår i släktet Ototettix och familjen Dictyopharidae. Inga underarter finns listade i Catalogue of Life.